# El Plan (Cartagena)
El Plan es una  población y  diputación del municipio de Cartagena de la comunidad autónoma de la Región de Murcia en España. Se encuentra a 5 km del núcleo urbano, está considerada como parte del Área Urbana Central de la ciudad y limita al norte con La Aljorra, Miranda y Santa Ana; al sur con San Antonio Abad y Canteras; al este con San Félix; y al oeste con La Magdalena.

## Historia
La primera referencia documentada de la zona data de 1683, cuando el Pago Plan mencionaba esta zona concreta no como un núcleo de población (contaba con 101 habitantes) sino como un grupo de casas vinculadas a la explotación agrícola.
No es hasta 1715 cuando se detallan 17 diputaciones en el campo por el impuesto del reparto de la sal. Había entonces 192 habitantes en El Plan de un total de 10 528 habitantes en Cartagena (un 3,5 % del total).
La zona siguió siendo eminentemente agrícola durante los siglos XVIII y XIX con pocas variaciones de población. Fue durante el siglo XX cuando la cercanía con el centro de la ciudad potenció núcleos como Los Dolores y Los Barreros. 

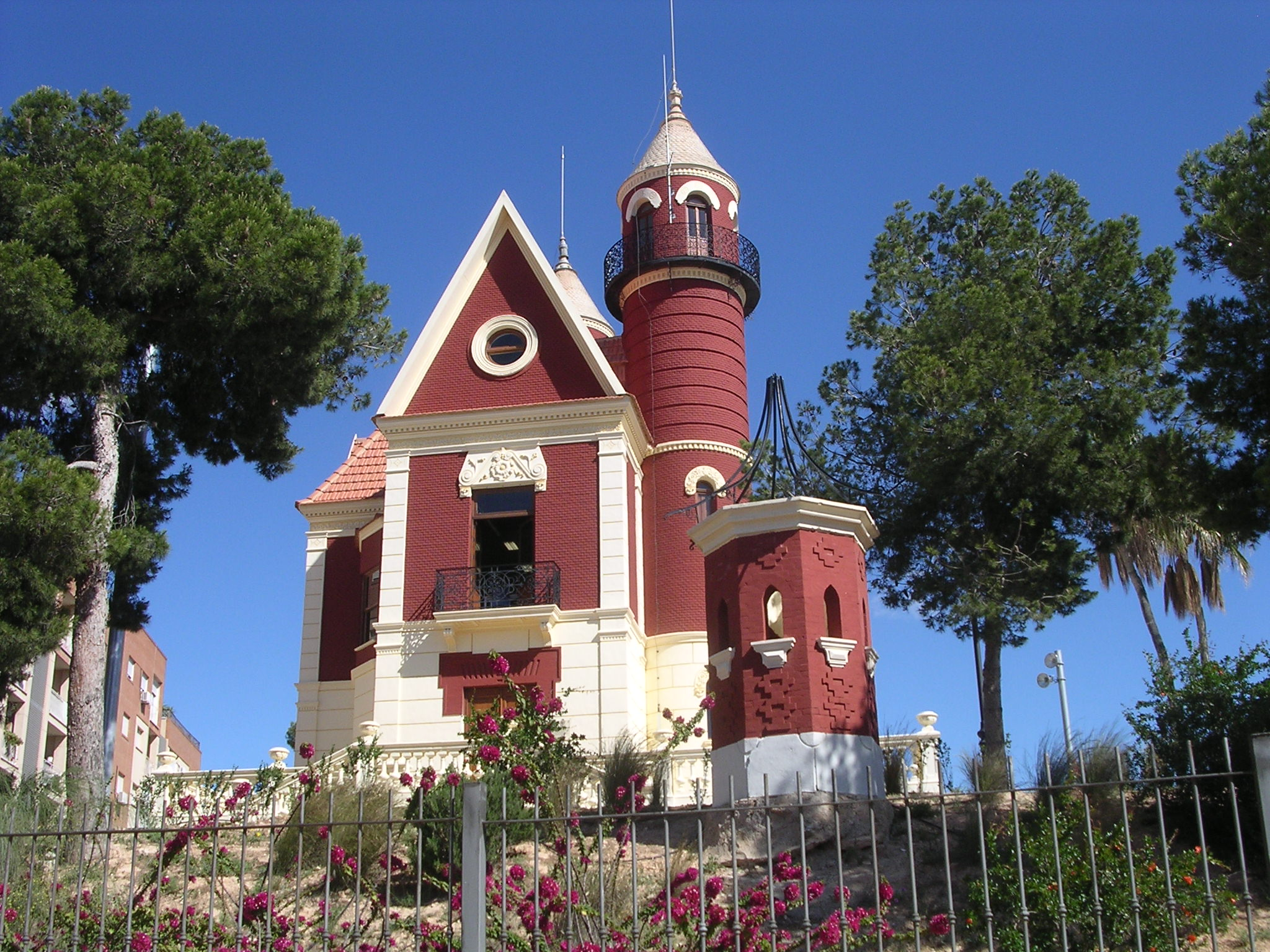
Castillito de Los Dolores

En ese momento la zona empezó a adquirir el carácter urbano que ahora ostenta. Hacia 1920 la población ya era de 4.329 personas. La extensión urbana fue aumentando paulatinamente hasta conformar la conurbación actual con el resto de barrios de Cartagena y la población en 1996 ya era de 26.337 habitantes.

## Demografía
El padrón municipal de 2016 asigna a la diputación 35.842 habitantes (2.702 extranjeros), repartidos en los siguientes núcleos de población en su mayoría conurbados entre sí y con otros barrios de la ciudad: Bda. California (235 hab.); Barriada Cuatro Santos (2.559); Barriada Hispanoamérica (3.891); Barriada San Cristóbal (2.287); El Plan (266); El Plan (diseminado) (88); La Baña (diseminado) (28); La Guía (68); La Guía (diseminado) (52); Los Barreros (6.773); Los Dolores (5.288); Los Dolores (diseminado) (132); Los Gabatos (5.506); Los Gabatos (diseminado) (45); Polígono de Santa Ana (7.129); y Urbanización Castillitos (1.495).
La diputación de El Plan es de las zonas de Cartagena que no ha decrecido en población por la expansión urbanística constante y por ejercer de zona de descentralización de la ciudad.

## Educación
Además de contar con numerosos centros de enseñanza primaria y secundaria, en esta diputación se encuentra el campus de la UCAM en Cartagena.

## Festividades
Algunas de las festividades de los barrios de esta diputación son:
- Polígono de Santa Ana, primera semana de septiembre
- El Plan, 19 a 25 de junio
- Barriada Hispanoamérica, 11 a 13 de octubre
- Los Dolores, 1 a 15 de septiembre
- Los Barreros, 6 a 15 de septiembre
- Los Dolores (Semana Cultural), 16 a 21 de abril
- Urbanización Castillitos, mes de septiembre
- Barriada San Cristóbal, 6 a 10 de julio
- Barriada Cuatro Santos, 29 de agosto a 8 de septiembre
- Fernando Alonso campeón 2005, 25 de septiembre.
- Fernando Alonso campeón 2006, 22 de octubre